# Allez Ola Olé
"Allez! Ola! Olé!" ("Kom! Ola! Ole!") er en sang sunget af Jessy Matador, som repræsenterede Frankrig i Eurovision Song Contest 2010. Sangen blev udvalgt internt og annonceret officielt den 24. februar 2010. Sangen vil blive anvendt af den franske tv-station France Télévision som dette års sommerhit, og til at fremme VM i fodbold 2010. Titlen på sangen refererer til albummet Music of the World Cup: Allez! Ola! Ole! som blev udgivet i 1998 i anledning af VM-slutrunden samme år, som blev afholdt i Frankrig..
Sangen blev officielt udgivet den 19. marts, da France3 bekræftede kunstner og sang. Sangen kom på en 12. plads ud af 25 i finalen i Eurovision Song Contest 2010.

## Sporliste
- CD Single

1. "Allez Ola Olé (radio edit)" – 2:52
2. "Allez Ola Olé (radio edit Electro)" – 3:14